# Comatose Vigil
Comatose Vigil (englisch Wachkoma) war eine 2003 gegründete und zuletzt 2016 aufgelöste Funeral-Doom-Band.

## Geschichte
Comatose Vigil wurde 2003 als Subhuman Abstract in Moskau gegründet. Bereits in den Anfangstagen durchlief die Gruppe diverse Besetzungswechsel. Die Band hat Demo- und Probeaufnahmen als Download und Kassette veröffentlicht. Nachdem die Demoaufnahmen auf positive Resonanz gestoßen waren, kontaktierte das Label Stygian Crypt Productions die Band und bot der Gruppe an, ein Album auf dem Sublabel Marche Funebre Productions herauszugeben, woraufhin die Band von März bis Juni 2005 im Moskauer Navahohut-Studio das Debüt Not a Gleam of Hope aufnahm. Das Album erschien im November des gleichen Jahres als zweite Veröffentlichung des Sublabels. Das Album wurde wenig international beachtet, jedoch sofern es besprochen wurde anerkennend positiv beurteilt.
Im September 2006 unterzeichnete Comatose Vigil einen Vertrag mit dem Moskauer Label Solitude Productions, wo noch im gleichen Jahr die EP Narcosis erschien. Die EP wurde international zumeist positiv aufgenommen. Die EP weckte allerdings die Erwartungshaltungen an die Band, sich auf voller Länge zu präsentieren. Insbesondere personelle Schwierigkeiten, unter anderem verstarb der Bassist Dmitry Petrukhin 2009 an einer Überdosis, verzögerten die Arbeiten an einem weiteren Studioalbum. Mit Fuimus, Non Sumus … erschien das im Primordial Studio aufgenommene und von Greg Chandler von Esoteric gemasterte Album im September 2011. Einige Monate nach der Veröffentlichung des durchschnittlich bis gut aufgenommenen Albums, gab die Gruppe im Frühjahr 2012 ihre Trennung bekannt. Nachdem die Musiker versuchten die Band im Jahr 2014 zu reaktivieren, was in einer erneuten Trennung 2016 mündete, kam es zu Streitigkeiten hinsichtlich der Verwendung des Namens zwischen Andrei „iEzor“ Karpuchin und Alexander „ViG’iLL“ Orlov. Im Zuge der Differenzen gründete Karpukhin ein Nachfolgeprojekt unter dem Namen Comatose Vigil A. K.

## Stil
Die Musik von Comatose Vigil wird dem Funeral Doom zugeordnet. Für die Website Doom-Metal.com wird die von der Gruppe präsentierte Spielform als „extrem epische“ und „majestätische“ sowie als „trostlose“ Variante des Genres beschrieben. Als Vergleich wird besonders auf die Band Tyranny verwiesen. In der für das Webzine Chronicles of Chaos verfassten Besprechung des Debütalbums wird ebenfalls auf Tyranny verwiesen, der Band jedoch dennoch Eigenständigkeit attestiert. Der Rezension zufolge erzeugen „lethargische Riffs eine schwere und bedrückende Atmosphäre die durch minimalistisches Schlagzeugspiel und Keyboards verstärkt“ würden. Der Gesang sei anfänglich verzerrt, später und überwiegend allerdings als gutturales Grunzen gehalten. Ähnlich wird die Musik für das Webzine Metal.de als „[s]chleppender, ultralangsamer Funeral Doom mit einer sehr intensiven, emotionalen Note, die durch Keyboards und eingespielte Streicher getragen wird“ beschrieben.

## Diskografie
- 2003: Rehearsal I (Demo, Selbstverlag)
- 2003: Rehearsal II (Demo, Selbstverlag)
- 2004: Demo (Demo, Selbstverlag)
- 2005: Not a Gleam of Hope (Album, Marche Funebre Productions)
- 2006: Narcosis (EP, Solitude Productions)
- 2011: Fuimus, Non Sumus … (Album, Solitude Productions)